# (500519) 2012 TQ302
(500519) 2012 TQ302 es un asteroide perteneciente al cinturón de asteroides, descubierto el 28 de agosto de 2012 por el equipo del Mount Lemmon Survey desde el Observatorio del Monte Lemmon, Arizona, Estados Unidos.

## Designación y nombre
Designado provisionalmente como 2012 TQ302.

## Características orbitales
2012 TQ302 está situado a una distancia media del Sol de 3,184 ua, pudiendo alejarse hasta 3,507 ua y acercarse hasta 2,860 ua. Su excentricidad es 0,101 y la inclinación orbital 9,606 grados. Emplea 2075,26 días en completar una órbita alrededor del Sol.

## Características físicas
La magnitud absoluta de 2012 TQ302 es 15,7. 